# Nưa thơm
Nưa thơm (danh pháp khoa học: Amorphophallus dunnii) là một loài thực vật có hoa trong họ Ráy (Araceae). Loài này được Tutcher mô tả khoa học đầu tiên năm 1911.

## Hình ảnh

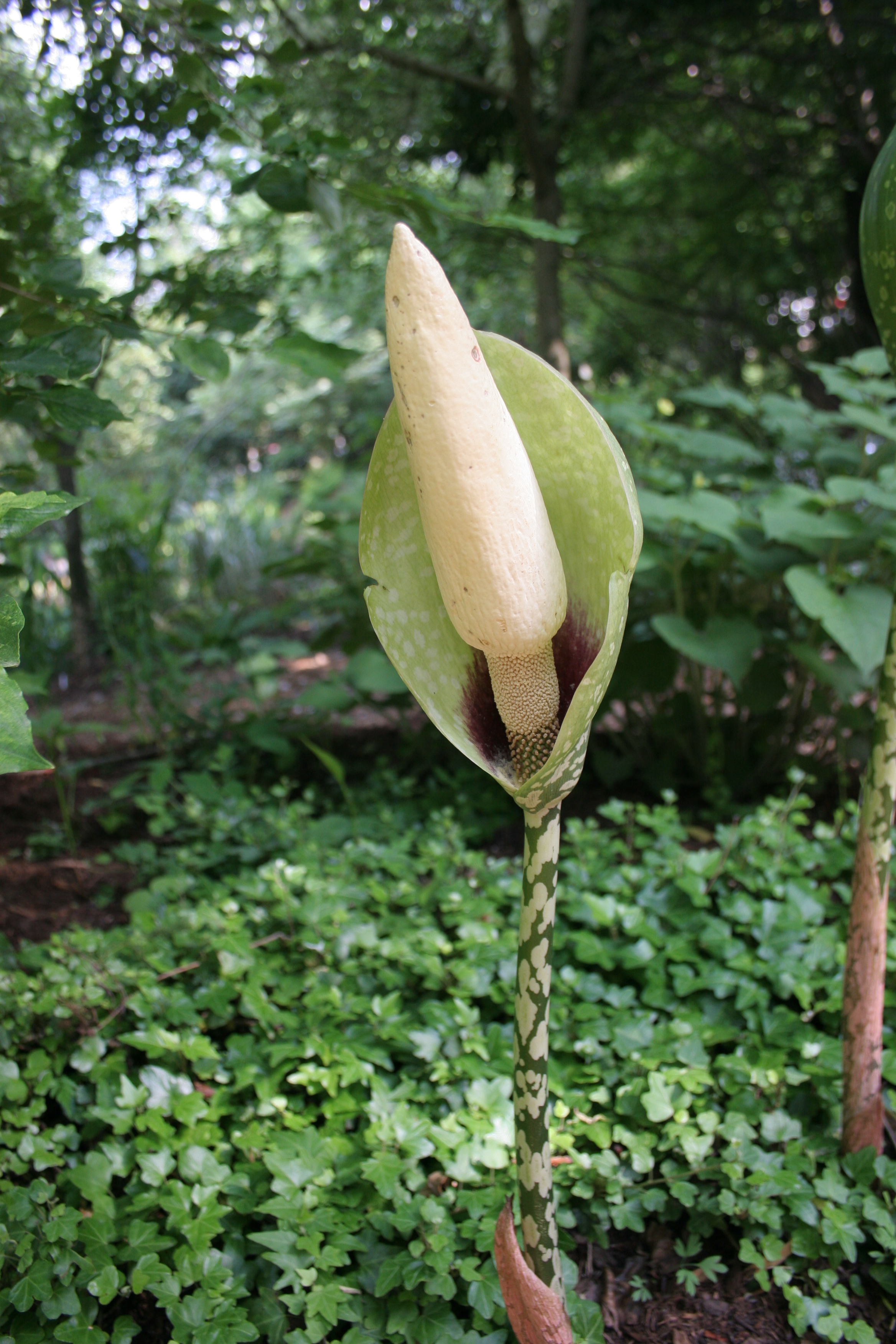